# Liste der Baudenkmale in Greifswald (Außenbereiche)
In der Liste der Baudenkmale in Greifswald (Außenbereiche) sind alle denkmalgeschützten Bauten der außerhalb der Kernstadt gelegenen Ortsteile der Hansestadt Greifswald (Mecklenburg-Vorpommern) aufgelistet. Grundlage ist die Veröffentlichung der Denkmalliste der Hansestadt mit dem Stand vom 20. Juli 1995. Die Baudenkmale der Kernstadt sind in der Liste der Baudenkmale in Greifswald aufgeführt.

## Baudenkmale in den Ortsteilen

### Eldena
| ID | Lage                            | Bezeichnung | Beschreibung | Bild                                              |
| -- | ------------------------------- | --- | ------------ | ------------------------------------------------- |
|    | Am Teich 2 (Karte)              | Witwenheim |              | Witwenheim                                        |
|    | Am Teich 11/12 (Karte)          | Arbeitshaus |              | Arbeitshaus                                       |
|    | Boddenweg                       | ehem. Bierkeller der ehem. Brauerei des Gutshofes                                                                             |              | ehem. Bierkeller der ehem. Brauerei des Gutshofes |
|    |                                 | Elisenhain |              | Elisenhain                                        |
|    | Hainstraße 5 (Karte)            | ehem. Akademiegebäude (Forstamt)                                                                                              |              | ehem. Akademiegebäude (Forstamt)                  |
|    | Hainstraße 13 (Karte)           | ehem. Landwirtschaftsschule                                                                                                   |              | ehem. Landwirtschaftsschule                       |
|    | Hainstraße 15 (Karte)           | Wohnhaus |              | Wohnhaus                                          |
|    | Hainstraße 23 (Karte)           | Wohnhaus |              | Wohnhaus                                          |
|    | (Karte)                         | Klosterruine, Ruine des ehem. Zisterzienserklosters einschließlich Klosterscheune und Mauer sowie der Grünanlage, Grabplatten |              | Weitere Bilder                                    |
|    | Wolgaster Landstraße 1 (Karte)  | Scheune des Gehöftes Koepp |              | Scheune des Gehöftes Koepp                        |
|    | Wolgaster Landstraße 2 (Karte)  | Postgebäude |              | Postgebäude                                       |
|    | Wolgaster Landstraße 14 (Karte) | Wohnhaus |              | Wohnhaus                                          |

### Friedrichshagen
|    | Lage                       | Offizielle Bezeichnung | Beschreibung | Bild |
| -- | -------------------------- | ---------------------- | ------------ | ---- |
| 13 | . Bergweg 9a/9b, Hof 1     | Gutshaus               |              |      |
| 14 | . Friedrichshäger Straße 2 | alte Schule            |              |      |

### Ladebow
|    | Lage      | Offizielle Bezeichnung | Beschreibung | Bild |
| -- | --------- | ---------------------- | ------------ | ---- |
| 15 | . Ladebow | Flugplatzsiedlung      |              |      |

### Insel Riems
| ID | Lage                      | Bezeichnung                                    | Beschreibung | Bild                        |
| -- | ------------------------- | ---------------------------------------------- | ------------ | --------------------------- |
|    | Südufer 1                 | Neues Casino mit Grünanlage hinter dem Gebäude |              |                             |
|    | Südufer 3                 | Wohnhaus                                       |              |                             |
|    | Südufer 4 & 5 & 7 (Karte) | Wohnanlage                                     |              |                             |
|    | Südufer 6                 | Wohnhaus                                       |              |                             |
|    | Südufer 8                 | Wohnhaus                                       |              |                             |
|    | Boddenblick 6             | Wohnhaus                                       |              |                             |
|    | Boddenblick 7 (Karte)     | Altes Casino mit vorgelagerter Grünanlage      |              |                             |
|    | Boddenblick 8             | Ärzte- und Beamtenhaus                         |              |                             |
|    | Boddenblick 9 (Karte)     | Wohnhaus                                       |              |                             |
|    | Boddenblick 10 (Karte)    | Wohnhaus Friedrich Loeffler                    |              | Wohnhaus Friedrich Loeffler |
|    | Boddenblick 11 (Karte)    | Wohnhaus                                       |              |                             |

Auf dem Sperrgebiet:
| ID | Lage | Bezeichnung            | Beschreibung | Bild |
| -- | ---- | ---------------------- | ------------ | ---- |
|    |      | Neues Institutsgebäude |              |      |
|    |      | Feuerwehr              |              |      |
|    |      | Heizwerk               |              |      |
|    |      | Isolierstall           |              |      |
|    |      | Ziegelreliefskulpturen |              |      |
|    |      | Tierskulptur           |              |      |

### Riemserort
Denkmalgeschützt sind die Wohnsiedlung mit den Gebäuden und den Grünanlagen und Freiflächen:
| ID | Lage                                                                              | Bezeichnung                                         | Beschreibung | Bild |
| -- | --------------------------------------------------------------------------------- | --------------------------------------------------- | ------------ | ---- |
|    | Am Hang 1 & 2/3 & 4/5 & 6/7 & 8/9 & 10/11 & 12/13 & 14/15 & 16/17 & 18/19 (Karte) | Wohnhäuser                                          |              |      |
|    | Am Rundling 1 & 2 & 3 & 4 & 5 & 6 & 7 & 8 (Karte)                                 | Wohnhäuser                                          |              |      |
|    | An der Wieck 1 (Karte)                                                            | Wohnhaus                                            |              |      |
|    | An der Wieck                                                                      | Fuhrparkanlage: KFZ-Werkstatt und Technische Anlage |              |      |
|    | An der Wieck 2/3 (Karte)                                                          | Wohnhaus                                            |              |      |
|    | An der Wieck 4 (Karte)                                                            | Mehrfamilienhaus                                    |              |      |
|    | Buckowberg 1/2 & 3/4 & 5/6 & 7/8 & 9/10 & 15 & 16 (Karte)                         | Wohnhäuser                                          |              |      |
|    | Buckowberg 12                                                                     | Kinderkrippe                                        |              |      |
|    | Hauptstraße 1 (Karte)                                                             | Kindergarten                                        |              |      |
|    | Hauptstraße 2/3 & 4/5 & 6/7 & 8/9 & 10/11 (Karte)                                 | Wohnhäuser                                          |              |      |
|    | Hauptstraße 12                                                                    | Verkaufsstelle, Restaurant                          |              |      |
|    | Ringstraße 19 & 20 & 21 & 22/23 (Karte)                                           | Wohnhäuser                                          |              |      |
|    | Schulstraße 1 (Karte)                                                             | Schule                                              |              |      |
|    | Schulstraße 2/3 & 4/5 & 6/7 & 8/9 & 10/11 & 12/13 & 14/15 & 16/17 (Karte)         | Wohnhäuser                                          |              |      |

### Groß Schönwalde
| ID | Lage                   | Bezeichnung                                                                     | Beschreibung | Bild                                                                            |
| -- | ---------------------- | ------------------------------------------------------------------------------- | ------------ | ------------------------------------------------------------------------------- |
|    | Daniel-Teßmann-Str. 12 | ehem. Hof Hank                                                                  |              |                                                                                 |
|    |                        | Wasserwerk mit Wohnhaus, Pumpwerk, Filterhalle, Verdüsungswerk und Trafogebäude |              | Wasserwerk mit Wohnhaus, Pumpwerk, Filterhalle, Verdüsungswerk und Trafogebäude |

### Wieck
| ID | Lage                      | Bezeichnung               | Beschreibung | Bild           |
| -- | ------------------------- | ------------------------- | --- | -------------- |
|    | Am Hafen 8 (Karte)        | ehem. Zollhaus            | | ehem. Zollhaus |
|    | Dorfstraße 57 (Karte)     | Querhaus                  | | Querhaus       |
|    | Dorfstraße 58/59 (Karte)  | Mittelflurhaus            | | Mittelflurhaus |
|    | Dorfstraße 62 (Karte)     | Mittelflurhaus            | | Mittelflurhaus |
|    | Dorfstraße 84 (Karte)     | Querhaus                  | | Querhaus       |
|    | Dorfstraße 88 (Karte)     | Mittelflurhaus            | Heutige (2014) Hausnummer: 87                                                                                      | Mittelflurhaus |
|    | Dorfstraße 91 (Karte)     | Mittelflurhaus            | | Mittelflurhaus |
|    | (Karte)                   | Kirche                    | Die Bugenhagenkirche ist eine 1881–1883 unter der Oberleitung von Friedrich Adler errichtete neuromanische Kirche. | Kirche         |
|    | Rosenstraße 1 (Karte)     | Haustür                   | | Haustür        |
|    | Rosenstraße 2 (Karte)     | Haustür                   | | Haustür        |
|    | Rosenstraße 16/17 (Karte) | Wohnhaus                  | | Wohnhaus       |
|    | (Karte)                   | Klappbrücke über den Ryck | Die Wiecker Holzklappbrücke wurde im Jahre 1887 nach holländischem Vorbild erbaut. Die Brücke führt über die Ryck. | Weitere Bilder |
|    |                           | Strandbad                 | | Strandbad      |